# 千歳鳥-CHITOSEDORI-
『千歳鳥-CHITOSEDORI-』（ちとせどり）は、日本のジャズバンドPE'Zの通算8枚目のミニ・アルバムである。2005年11月16日発売。発売元はワーナーミュージック・ジャパン/ロードランナー。

## 概要
CD EXTRA仕様で「テノナルホウヘ」の真実」を収録。

## 収録曲
編曲：PE'Z
1. 夢ノエンアレ [3:59]
作曲：Ohyama "B.M.W" Wataru・ヒイズミマサユ機
MV監督は東弘明。
2. さらば愛しきストレンジャー [3:50]
作曲：ヒイズミマサユ機
3. FREE BIRD [3:32]
作曲：Ohyama "B.M.W" Wataru
4. MANATE 〜愛手〜 [4:05]
作曲：Ohyama "B.M.W" Wataru
5. BET-300 [3:30]
作曲：Ohyama "B.M.W" Wataru
6. HEY!! 〜都でGO★GO〜 [3:44]
作曲：ヒイズミマサユ機
7. ハリヨの夏 [4:21]
作曲：Ohyama "B.M.W" Wataru・ヒイズミマサユ機
8. Let's work! 〜情熱の行方〜 [3:08]
作曲：Ohyama "B.M.W" Wataru
MV監督は駒谷揚。
9. (CD EXTRA)「テノナルホウヘ」の真実 [14:00]